# Comtat de Heiligenberg
El comtat de Heiligenberg fou una jurisdicció feudal del Sacre Imperi Romanogermànic a la riba nord-occidental del Bodensee.

## Història
El comtat provenia del comtat alt medieval de Linzgau, territori que fou reconegut als comtes del castell d'Altheiligenberg l'any 1135. El Linzgau va agafar llavors el nom de comtat de Heiligenberg. De la nissaga dels Heiligenberg va passar el 1277 als comtes de Werdenberg i el 1535 als comtes de Fürstenberg. Així en l'edat mitjana el nom de la seu dels comtes va passar el nom de tot el comtat, de manera que el nom Linzgau va desaparèixer.
La seva extensió a l'edat mitjana és descrit en una carta del rei Wenceslau de 1382 al comte Albert de Werdenberg: El límit transcorria del pont de Rin al monestir de Petershausen (a la ciutat de Constança (Baden-Württemberg) i Dingelsdorf (a la mateixa ciutat) sobre el llac a Ludwigshafen, a partir d'allà per l'Überlingen a Grauen Stein al camí entre Ruhestetten i Aach-Linz.
Els comtes de Heiligenberg posseïen la dominació bàsica amb la baixa justícia només a una petita part del seu comtat. Per contra exerciren l'alta justícia fins al segle xviii al seu comtat, imitats per les ciutats d'imperi lliures com Überlingen, Pfullendorf, Meersburg i Markdorf. Només als segles xvii i xviii vengueren els seus drets d'alta justícia sobre les altres àrees als monestirs que predominaven al país, i a les ciutats.
En el curs de la mediatització a començament del segle xix una gran part de l'antic comtat va passar al gran ducat de Baden, formant part del que després fou el districte d'Überlingen. Avui és l'àrea de Bodenseekreis al sud del districte de Sigmaringen.

## Blasó
El blasó dels comtes de Heiligenberg, que va servir fins a la seva dissolució com a blasó del comtat, era un llamp diagonal negre (cap a la dreta de manera heràldica i cap a baix) en camp de plata («Heiligenberger Stiege»).